# Yunnan-Guizhou
Visoravan Yunnan-Guizhou ili visoravan Yungui (pojednostavljeni kineski 云贵高原, tradicionalni kineski 雲貴高原) je regija visoravan smještena u jugozapadnoj Kini. Regija se prvenstveno prostire na provincijama Yunnan i Guizhou. Na jugozapadu je Yungui prava visoravan s relativno ravnijim planinskim područjima, dok je na sjeveroistoku Yungui općenito planinsko područje valovitih brežuljaka, klisura i krške topografije.

## Geografija

### Definicija
Prema najstrožoj definiciji, visoravan Yungui proteže se od rasjeda Crvene rijeke u Yunnanu na jugozapadu do planina Wuling u Hunanu na sjeveroistoku. Ova regija visoravni uključuje većinu istočnog Yunnana i većinu Guizhoua. Međutim, uobičajeno je da se veći dio ostatka Yunnana i okolnih planinskih područja naziva dijelom visoravni Yunnan-Guizhou čak i tamo gdje nema obilježja sličnih visoravni.
Prema široj definiciji visoravni Yungui, pokrajine bi uključivale ne samo Yunnan i Guizhou, već i okrug Gulin i najjužnije krajine Sečuana, istočni Chongqing, jugozapadni Hubei, zapadni Hunan i sjeverozapadni Guangxi.

### Fizička geografija
Visoravan Yungui velika je planinska regija s neravnim terenom uključujući strme krške vrhove i duboke klisure. Visoravan je poduprta velikim planinama Hengduan na sjeverozapadu i nizinskim područjima na sjeveru, istoku i jugoistoku. Drugi veći planinski lanci prelaze ili okružuju dijelove visoravni Yungui. Planine Wumeng i Wulian Feng tvore barijeru kroz sjeverni središnji Yungui duž rijeke Jinsha (Gornji Jangce). Na sjeveru, planine Dalou protežu se duž ruba Yunguija sa bazenom Sichuan. Planine Wuling na sjeveroistoku čine prijelazni teren između visoravni i nizije Jangce. Na jugu, planinski lanac Miao se spušta do krških brežuljaka Južne Kine. Preko Crvene rijeke na jugozapadu, planine Ailao čine definitivnu barijeru.
Visoki planinski vrhovi istočnog Tibeta izvor su mnogih velikih azijskih rijeka, koje teku na jug prema visoravni Yunnan-Guizhou. Rijeke se dijele oko visoravni, pri čemu se Salween i Mekong drže na jugu, a Jangtze skreće na sjeveroistok. Većinu zapadne visoravni Yungui dreniraju rijeke Nanpan i Beipan, oba izvorišta Biserne rijeke. Istočnu visoravan Yungui velikim dijelom drenira rijeka Wu, pritoka Yangtzea.
Glavna jezera nastala su u Yunnan dijelovima visoravni Yungui, uključujući Dian Chi i Fuxian jezero. Jezero Erhai nalazi se na zapadnom rubu visoravni u južnom podnožju planine Hengduan.

## Klima i ekologija
Klima postupno prelazi iz sušnije na jugozapadu u kišovitiju na sjeveroistoku. U istočnom središnjem Yunnan-u, dijelovi visoravni Yungui imaju stepsku klimu. U većem dijelu Guizhoua klima je klasificirana kao vlažna suptropska Cwa. Visoravan Yungui prekrivena je suptropskim zimzelenim šumama za veći dio svojih dijelova Yunnan i mješovitim širokolisnim šumama za dijelove Guizhoua.